# 缺鐵性吞嚥困難
缺鐵性吞嚥困難，又稱後天性食管蹼、Plummer–Vinson症候群（PVS）或Paterson–Brown–Kelly症候群，是一種罕見疾病，特色為吞嚥障礙、缺鐵性貧血、舌炎、口角炎和食道蹼。鐵質補充和食道擴張通常有很好的療效。
雖然沒有詳細的流行病學數據，但這種疾病已變得相當少見。有假說推測此病盛行率的下降是因為以往缺乏營養的國家在此方面已有改善。缺鐵性吞嚥困難常發生在更年期婦女。此病也可能增加食道與頭頸部鱗狀細胞癌的風險。

## 症狀與徵象

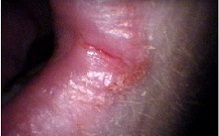
口角炎

缺鐵性吞嚥困難的患者舌頭和口腔黏膜會有灼熱感，舌乳頭退化也會讓舌背變得平滑、有光澤、紅潤。其症狀包括：
- 吞嚥障礙
- 疼痛
- 虛弱
- 吞嚥疼痛
- 退化性舌炎（英语：glossitis）
- 口角炎

一系列的腸胃道放射顯影或上消化道內視鏡能發現食道蹼。血液检查下會呈現低色素性小球性貧血，這和缺鐵性貧血的特徵相符。病灶處的病理切片顯示表皮萎縮和程度不等的黏膜下慢性發炎，也可能會有不典型表皮細胞和發育不良。

## 病因
缺鐵性吞嚥困難目前病因不明，但可能和遺傳因子與營養因子有關。女性的發生率較男性高，特別是中年婦女（盛行率高峰大於50歲），這些病人有較高的食道鱗狀細胞癌風險，因此缺鐵性吞嚥困難可能是一種癌前病變。
此病與匙狀指甲、舌炎、唇炎和脾臟腫大有關。食道的上端能發現食道蹼（環狀軟骨後方），而食道的下端可能會有Schatzki環。

## 外部連結
- 放射学协作超文本：00325